# Hai (rivier)
De Hai (of Hai He) is een belangrijke rivier gelegen in de Volksrepubliek China. De rivier staat ook bekend onder de namen Peiho, Pei He of Pei Ho. De 1329 kilometer lange Hai vormt een van de zeven belangrijke stroomgebieden van het Chinese vasteland en mondt uit in de Bohaibaai, de westelijke baai van de Bohaizee, op zijn beurt een inham van de Gele Zee.
Het stroomgebied heeft een oppervlakte van 318.200 km². De lengte van 1329 km is gemeten van aan de verst gelegen bron. Het debiet van de Hai is slechts de helft van dat van de Gele Rivier, en zelfs maar een dertiende van het debiet van de Yangtze.
De Hai verbindt Peking met Tianjin en de zee. In Tianjin vloeit de Hai samen met vijf waterwegen: het noordelijk en zuidelijk kanaal (beiden onderdeel van het Grote Kanaal), de Ziya, de Daqing en de Yongding. Door de intersectie met het Grote Kanaal is de Hai ook verbonden met de Gele Rivier en de Yangtze. De verbinding van Tianjin tot de monding is slechts 70 km.
De rivier was een belangrijke waterweg van en naar de hoofdstad Peking. Om deze stad te verdedigen werden reeds in de 16e eeuw militaire versterkingen aangelegd bij de zeemonding. Op beide oevers verschenen forten en versterkingen. De forten van Taku werden door buitenlandse legers aangevallen in de Tweede Opiumoorlog en tijdens de Bokseropstand. Na het neerslaan van deze laatste opstand werd in het Bokserprotocol vastgelegd dat de forten afgebroken worden.
- Bibliotheek van het Japanse parlement: 00631150
- Virtual International Authority File: 251797814